# Marcin Zasada
Marcin Zasada – polski dziennikarz, publicysta i reżyser, od 2024 redaktor naczelny „Dziennika Zachodniego”.

## Życiorys
Pochodzi z Bytomia. Ukończył filologię polską na Uniwersytecie Śląskim w Katowicach. Karierę dziennikarską zaczynał w 2002 roku jako współpracownik bytomskiego oddziału „Dziennika Zachodniego”, będąc wówczas jeszcze studentem. Pisał głównie o polityce, województwie śląskim i o architekturze, a poza „Dziennikiem Zachodnim” publikował również w „Polityce” i „Playboyu”.
W 2015 roku zainicjował projekt „Śląsk, którego nie było", który przedstawiał niezrealizowane lub zrealizowane tylko w części plany architektoniczne obiektów na obszarze Górnego Śląska. W 2016 roku zaczął prowadzić poranne rozmowy w programie publicystycznym Rozmowa Dnia emitowanym w Radiu Piekary zarówno z politykami, jak i ekspertami czy innymi ważnymi postaciami życia społecznego regionu.
Pracował w „Dzienniku Zachodnim” do 7 września 2021 roku, będąc wówczas jednym z głównych dziennikarzy czasopisma piszących o polityce. W I kwartale 2022 roku wraz m.in. z grupą byłych dziennikarzy „Dziennika Zachodniego”, który odeszli z powodu zakupu grupy Polska Press przez Orlen, założyli regionalny portal internetowy Ślązag, którego wydawcą była spółka Media Operator. Zadebiutował on 10 marca 2022 roku. Jako redaktor naczelny portalu pisał głównie teksty o tematyce politycznej, a także o architekturze, kulturze i regionie górnośląskim.
Od 18 marca 2024 roku zaczął prowadzić w TVP3 Katowice program publicystyczny Protokół rozbieżności, a 1 lipca tego samego roku został nowym redaktorem naczelnym „Dziennika Zachodniego”. Na to stanowisko został wyłoniony w wyniku konkursu ogłoszonego przez zarząd spółki Polska Press. W tym samym dniu stanowisko redaktora naczelnego portalu Ślązag objęła Katarzyna Pachelska.
Był jednym z sygnatariuszy listu otwartego z 10 maja 2024 roku do prezydenta Polski Andrzeja Dudy z apelem o podpisanie ustawy nadającej etnolektowi śląskiemu status języka regionalnego.
Po zakończeniu współpracy z Radiem Piekary, na początku września 2024 roku zaczął prowadzić poranne rozmowy i przedstawiać autorski przegląd prasy w Radiu Katowice.

## Filmografia
- 2018 – Archikosmos[17],
- 2021 – Niemczyk. Ostatni buntownik architektury[18].

## Nagrody i wyróżnienia
- 2014 – Silesia Press – I nagroda za wywiad z literaturoznawcą prof. Krzysztofem Kłosińskim pt. Śląskość jest ważniejsza od pojęcia narodu[19],
- 2016 – Silesia Press – I nagroda za wywiad z architektem Jerzym Gottfriedem pt. Jerzy Gottfried, budowniczy Śląska: Architekt nie może myśleć, że narodził się w nim pomazaniec boży[20],
- 2017 – Silesia Press – II nagroda[21],
- 2019 – VIII Ogólnopolski Konkurs Dziennikarski im. Krystyny Bochenek – II nagroda wspólnie z Marcinem Nowakiem za film dokumentalny Archikosmos poświęcony architekturze Katowic[22],
- 2019 – Silesia Press – II nagroda jako autor porannych wywiadów w Radiu Piekary, publikowanych w tym czasie także w „Dzienniku Zachodnim”[23][24],
- 2021 – Silesia Press – II nagroda wspólnie z Marcinem Nowakiem za film dokumentalny Niemczyk. Ostatni buntownik architektury poświęcony architektowi Stanisławowi Niemczykowi[25].